# Goulven Madec
 Goulven Madec (31 octobre 1930 à Brélès - 20 avril 2008 à Agen) est un historien de la philosophie français, spécialiste de l'Antiquité tardive.

## Biographie
Entré en 1948 dans la congrégation des Augustins de l’Assomption, il est  licencié en théologie (Université pontificale Saint-Thomas-d'Aquin, Rome) avant de poursuivre des études en lettres classiques à la Sorbonne. Dès 1958, il collabore à l’Institut d’Études Augustiniennes : cette collaboration, qui durera jusqu'en 2007, fit de lui en quelque sorte véritablement « l'âme » de cet institut. 
Il est ensuite docteur ès lettres classiques (Sorbonne), et docteur en philosophie (Institut catholique de Paris). Il enseigna à partir de 1965 au sein de la faculté de philosophie de ce même Institut, et ce pendant trente ans, jusqu'à sa retraite. Deux ans plus tard, en 1967, il rejoint le CNRS, où il sera promu directeur de recherche au milieu des années quatre-vingt,. 

## Apports à la recherche
Goulven Madec s'est spécialisé de l'étude de l'Antiquité tardive, en particulier de la vie et de l'œuvre d'Augustin d'Hippone. Une part importante de son travail a été consacré à l'influence de ce dernier dans la philosophie médiévale : il s'est ainsi intéressé aux sources augustiniennes de Jean Scot Érigène et Guillaume de Saint-Thierry, précisant aussi le sens philosophique et théologique de la notion d'« augustinisme ». C'est la raison pour laquelle il est « unanimement reconnu comme un des plus grands spécialistes d'Augustin sur la scène internationale ». Il s'est en outre penché sur la conception de la philosophie chez Ambroise de Milan, sujet qui fut celui de sa thèse de doctorat, en 1972, pour laquelle il fut récompensé du Prix Bordin. 
Il s'est aussi engagé dans une démarche de vulgarisation de la pensée d'Augustin, rappelant volontiers que celui-ci ne s'adressait pas à « quelque élite intellectuelle ou spirituelle, mais à tout chrétien, au public, au peuple de Dieu ». C'est d'ailleurs ce qui l'a amené à participer à une série d'émissions sur Augustin sur Radio Notre-Dame en 1986, à l'occasion du seizième centenaire de sa conversion : ces émissions ont été retranscrites dans un petit livre intitulé Augustin, Le message de la foi. 

## Choix de publications
- Saint Ambroise et la philosophie, Paris, Études augustiniennes, 1974 (Prix Bordin de l'Académie des sciences morales et politiques)
- Œuvres de saint Augustin, volume 6, Dialogues philosophiques : De magistro - De libero arbitrio, édition critique, traduction et commentaire, Desclée de Brouwer, 1976
- Iohannis Scotti De diuina praedestinatione, édition critique, Corpus Christianorum, Continuatio Mediaeualis, vol. L, Turnholti, Brepols, 1978
- Iohannis Scotti, De diuina praedestinatione, curante CETEDOC, Turnholti, Brepols, Coll. « Instrumenta lexicologica latina », 1982
- Œuvres de saint Augustin, volume 8 : « La foi chrétienne : De vera religione, De utilitate credendi, De fide rerum quae non videntur, De fide et operibus », Introductions, traduction et notes par J. Pegon, 1951. Mise à jour par G. Madec, Paris, Desclée de Brouwer, 1982
- Augustin, Le message de la foi, Causeries à Radio Notre-Dame, Présentation de Goulven Madec, Paris, Desclée de Brouwer, 1987
- Jean Scot et ses auteurs. Annotations érigéniennes, Paris, Études Augustiniennes, 1988
- La patrie et la voie. Le Christ dans da vie et la pensée de saint Augustin, Paris, Desclée, 1989 (réimpr. 2001), 346 p. (présentation en ligne)trad. italienne par G. Lettieri et S. Leoni, La Patria e la Via. Cristo nella vita e nel pensiero di Sant’Agostino, Rome, Borla, 1993
- Saint Bonaventure, Le Christ maître, édition, traduction, commentaire du sermon universitaire : « Vnus est magister noster Christus », Paris, Vrin, 1990
- Petites Études augustiniennes, Paris, Institut d’Études Augustiniennes, 1994
- Chez Augustin, Paris, Institut d'études augustinienne, 1995.« Leçon académique » de G. Madec à l’Institut Catholique, le 21 novembre 1995, au terme de ses trente années d'enseignement dans cet Institut.

- Saint augustin et la philosophie. Notes critiques, Paris,  Institut d'études augustiniennes, 1996 (1992), 166 p.

- Le Dieu d’Augustin, collection « Philosophie et Théologie », Éd. du Cerf, 1998
- Le Christ de saint Augustin, La Patrie et la Voie, Nouvelle édition, Paris, Desclée, coll. « Jésus et Jésus-Christ », 2001
- Lectures augustiniennes, Paris, Études augustiniennes, 2001
- Portrait de saint Augustin, Paris, DDB, 2008, 105 p.
- « Saint Augustin est-il le malin génie de l’Europe ? », dans P. Koslowski (Dir.), Imaginer l’Europe. Le marché intérieur européen, tâche culturelle et économique, Paris, Cerf, 1992, p. 279-290.